# Вірій Непоціан (консул 301 року)
Вірій Непоціан (*Virius Nepotianus, д/н — після 301) — державний діяч Римської імперії.

## Життєпис
Походив з роду Віріїв. Нащадок Квінта Вірія Фонтея Непоціана. Ймовірно розпочав службу за імператора Констанція Хлора. 301 року стає консулом (разом з Тітом Флавієм Постумієм Тітіаном. Діяв напочатку панування імператора Костянтина I, але власна діяльність слабковідома.

## Родина
син або онук — Вірій Непоціан, консул 336 року